# كارل ساغان
كارل إدوارد ساغان (بالإنجليزية: Carl Sagan)، من (9 نوفمبر 1934 إلى 20 ديسمبر 1996)، هو فلكي أمريكي من أبرز المساهمين في تبسيط علوم الفلك والفيزياء الفلكية وغيرها من العلوم الطبيعية. وكان له دور رائد في تعزيز البحث عن المخلوقات الذكية خارج الكرة الأرضية.
تعلم الفيزياء في جامعة شيكاغو، عام 1960 حاز على لقب دكتور في علم الفلك والفيزياء الفلكية. قام بالتعليم في جامعة هارفرد، عام 1968 انتقل إلى جامعة كورنيل حيث أصبح أستاذا جامعيا عام 1971. وقام ساغان بتحرير وتقديم البرنامج التلفزيوني «الكون» الذي شرح فيه علم الفلك. عرض البرنامج في العديد من الدول. حاز على وسام ناسا (مرتين)، وسام آرستر وجائزة بوليتسر. وعانى ساغان من متلازمة خلل التنسج النقوي ومر بزرع نخاع عظمي ثلاث مرات وتوفي عام 1996 بسبب ذات الرئة عن عمر يناهز 62 عاما. ألف رواية تواصل عام 1985 وتم تمثيلها في فيلم عام 1997.
إن أهم ما يميّز ساغان هو إسهاماته الكبرى في تبسيط علوم الفضاء والفلك لعامة الناس، ولعل هذا ما أدى إلى نجاح معظم مؤلفاته وأبرزها:
1- كوزموس: رحلة شخصية 2- كوكب الأرض نقطة زرقاء باهتة 3- بلايين وبلايين 4 - عالم تسكنه الشياطين 5- وحوش جنة عدن.
وقد كان ساغان يؤمن بأن الكون يضم حياة أو أكثر خارج إطار كوكب الأرض. وذلك استناداً إلى حجم الكون الهائل، وفكرته ببساطة تقول بأن احتمالية تكّون الشروط الملائمة للحياة في مكان آخر غير كوكب الأرض ممكنة، طالما أننا نتحدث عن كون يضم أعداداً لا تحصى من المجرات والنجوم والكواكب.
وكان يؤمن أيضا بأن الأرقام الأولية عبارة عن أعداد كونية.
نشر ساغان أكثر من 600 ورقة ومقالة علمية، وكان مؤلفًا ومشاركًا في التأليف ومحررًا لأكثر من 20 كتاب. كتب العديد من الكتب في العلم الذي يهم عامة الناس، مثل تنانين عدن، وعقل بوركا، ونقطة زرقاء باهتة، وكان مقدم السلسلة التلفزيونية الحائزة على الجوائز، المطلَقة عام 1980 تحت اسم «الكون: رحلة شخصية» وقد شارك في كتابتها أيضًا. شاهد أكثر من 500 مليون شخص سلسلة الكون في أكثر من 60 بلدًا مختلفًا، وكانت السلسلة الأكثر مشاهدة على نطاق واسع في تاريخ البث التلفزيوني الأمريكي العام. نُشر كتاب الكون باعتباره المرفق الورقي للسلسة. كتب ساغان أيضًا في مجال الأدب العلمي رواية «كونتاكت» (اتصال)، وقد كانت أساس الفلم الذي طُرح عام 1997 بنفس الاسم. أُرشفت أوراقه العلمية، المؤلفة من 595,000 قطعة، في مكتبة الكونغرس.
دافع ساغان عن الاستعلام التشكيكي العلمي والمنهج العلمي وعلم الأحياء الفلكي الرائد وشجع مشروع البحث عن ذكاء خارج الأرض (سيتي). أمضى ساغان معظم أيام مسيرته بصفته بروفيسورًا لعلم الفلك في جامعة كورنيل، حيث أدار مختبر الدراسات الكوكبية. تلقى ساغان وأعماله العديد من الجوائز والتكريمات، من ضمنها ميدالية الخدمة المميزة العامة من وكالة ناسا، وميدالية الخير من الأكاديمية الوطنية للعلوم، وجائزة بوليتزر عن فئة الأعمال غير الخيالية عن كتاب تنانين عدن، وحازت سلسلة «الكون: رحلة شخصية» على جائزتي إيمي، وجائزة بيابدي، وجائزة هوغو. تزوج ساغان ثلاث مرات وأنجب خمسة أولاد. توفي ساغان، بعد أن عانى من متلازمة خلل التنسج النخاعي، بمرض ذات الرئة عن عمر يناهز 62 عامًا، وذلك في 20 ديسمبر 1996.

## نشر العلوم
قال كارل ساغان بأن هناك سببين على الأقل للعلماء ليشرحوا للعامة عن ماذا يتحدث العلم، أولهم هو المنفعة الشخصية لأن كثير من تمويل البحث العلمي يأتي من العامة، ولهم الحق أن يعرفوا كيف تصرف أموالهم، فلو استطاع العلماء زيادة الحماسة العامة من ناحية العلم زادت فرصتهم في الحصول علي داعمين أكثر منهم. السبب الثاني هو حب نقل حماسته الشخصية وحبه للعلم للآخرين.

## مؤلفاته المترجمة للعربية
- تنانين عدن (تأملات عن تطور ذكاء الإنسان)  ترجمة سمير حنا صدق، الناشر: المجلس الأعلى للثقافة
- عالم تسكنه الشياطين ترجمة:إبراهيم محمد إبراهيم، الناشر:الهيئة المصرية العامة للكتاب
- بلايين وبلايين  ترجمة:عزت عامر، الناشر: المجلس الأعلى للثقافة
- الكون ترجمة: نافع أيوب لبس، الناشر : المجلس الوطني للثقافة والفنون والآداب سلسلة عالم المعرفة
- نقطة زرقاء باهتة (كتاب)  ترجمة: شهرت العالم، الناشر : المجلس الوطني للثقافة والفنون والآداب
- وحوش جنة عدن ترجمة: حسن قبيسي، الناشر: معهد الإنماء العربي
- رومانسية العلم ترجمة: أيمن توفيق، الناشر: سطور الجديدة

## اقتباسات من أقواله
- هناك شيء مذهل في مكان ما يستحق ان يُكتشَف.
- نحن نعيش في مجتمعٍ يعتمد تماماً في حياته على العلم والتقنية، إلا أنَّه تمكن بطريقةٍ مدهشة من إخراج الأمر، بحيث أنَّ أحداً من أفراده لا يفهم شيئاً عن العلم أو التقنية، هذه وصفة واضحةٌ لكارثة.
- نحن تُراث 15 مليار عام من التطور الكوني، نحن نملك الاختيار، يمكننا أن نزيد من قيمة الحياة ونتعرف على الكون الذي صنعنا، أو يمكننا أن نُبدد ميراث الـ15 مليار عام في تدمير ذاتي لا معنى له.
- عندما ندرك مكانتنا وسط ضخامة السنين الضوئية ومرور العصور، عندما ندرك تعقيد وجمال ودقة الحياة، فإن ذلك الإحساس المتزايد الذي يجمع بين العَجَب والتواضع هو روحاني بالتأكيد، وكذلك كل عواطفنا في حضرة الفن، أو الموسيقى أو الأدب العظيم، أو الشجاعة النموذجية المتفانية كما في أفعال المهاتما غاندي، أو مارتن لوثر كينج الأصغر.
- الفكرة القائلة إن العلم والروحانية يتنافيان مع بعضهما تسيء لكليهما.
- بوضوح لا توجد طريقة للتراجع، نحن عالقون مع العلم شئنا أم أبينا، والأفضل لنا أن نستغله بأحسن ما يمكن، وعندما نتوصل في النهاية لتفاهم معه، ونتعرف تماماً على جماله وقوته، سنجد أننا قمنا بصفقة قوية في مصلحتنا من الناحية الروحية والعملية كذلك.
- الخرافة والعلم الزائف لا يزالان يعوقان الطريق، فيقومان بإلهائنا وإمدادنا بالإجابات السهلة، ويراوغان التدقيق المشكك، يثيران الرهبة ويقللان من شأن التجربة، ليجعلانا ممارسين روتينيين ومريحين وضحايا للسذاجة كذلك.
- إن عدم شرح العلم يبدو لي شيئاً غير منطقياً لأنك عندما تقع في الحب تنتابك رغبة في إخبار العالم كله.[22]

## وصلات خارجية
- كارل ساغان على موقع IMDb (الإنجليزية)
- كارل ساغان على موقع الموسوعة البريطانية (الإنجليزية)
- كارل ساغان على موقع ألو سيني (الفرنسية)
- كارل ساغان على موقع ميوزك برينز (الإنجليزية)
- كارل ساغان على موقع أول موفي (الإنجليزية)
- كارل ساغان على موقع قاعدة بيانات الأفلام السويدية (السويدية)
- كارل ساغان على موقع إن إن دي بي (الإنجليزية)
- كارل ساغان على موقع ديسكوغز (الإنجليزية)
- كارل ساغان على موقع قاعدة بيانات الفيلم (الإنجليزية)
- كارل ساغان على موقع كينوبويسك (الروسية)
- كارل ساغان  على قاعدة بيانات الخيال التأملي على الإنترنت